# Силвија Фаулс
Силвија Фаулз (енгл. Sylvia Fowles; Мајами, 6. октобар 1985) је америчка кошаркашица која игра у оквиру Женске националне кошаркашке асоцијације за тим Минесота линкс. Тренутном тиму је приступила у јулу 2015. године, када је била и МВП WNBA финала 2015. године, а добитница је награда за најбољег одбрамбеног играча WNBA 2016. године, по трећи пут. Године 2017. освојила је WNBA MVP награду.

## Младост
Рођена је у Мајамију 1985. године, а њен отац је Аирито Фаулз. Има тројицу браће : Валтера, Џеремија и Мориса и сестру Дороти. Одрасла је у насељу Мали Хаити у Мајамију. Похвађала је Little River основну школу, средњу Хорес Мен школу, а завршила је Gulliver Preparatory школу.

## Средња школа
Такође је похашала Едисонову средњу школу и истоименим школски тим водила два пута до освајања државног шампионата, пре него што је пребачена у Gulliver Preparatory школу. У тој школи, за свој тим постизала је 20,6 поена и забележила 11,6 скокова по утакмици за Гуливер тим, са којим је освојила 3-А шампионат, победдивши у финалу тим Мелбурнске католичке средње школе. Освојила је Макдоналд награду, именована за WBCA свеамерички тим, а 2004. године учествовала у WBCA средњошколским играма, где је постигла 15. поена и освојила МВП награду.

## Каријера на колеџу
Фаузова је уписала Државни Универзитет Лујзијана, где је играла за тим Лејди тајгерс. Као бруцош одиграла је свих 36 утакмица у шампионату и помогла свом тиму да стигну до NCAA фајнал-фор такмиења и освоје прво место. На утакмици против тима Универзитета Лафајет, 21. новембра 2007. године постала је шеста играчица која је имала закуцавања на колеџ утакмици. У децембру 2007. године претрпела је повреду колена у мечу против тима са Универзитета Мајами. Подвргнута је операцији и пропустила је неколико недеља играња у лиги.
Године 2008. именована је за најбољег играча године. Током меча 24. марта 2008. године оборила је све колеџ рекорде у скоковима. Свој тим са универзитета Лујзијана водила је до фајнал-фор такмичења, током њене сениорске каријере. Фаулзова је завршила додатне академске кредитације и постала професионална кошаркашица и на пролеће 2009. године добила диплому факултета. Током њене каријере на колеџу, играла је са великим бројем будућих колегиница из WNBA такмичења. 15. маја 2017. године потврђено је да ће њен број дреса остати недоступан за друге играчице токок сезоне 2017/2018. године. Оваку част имала свега једна кошаркашица пре ње у историји играња америчке кошарке на колеџу.

### Статистика колеџа
| Година    | Тим                   | ОУ  | Поени | ПШ%  | 3П% | СБ%  | СПУ  | АПУ | УПУ | БПУ | ППУ  |
| --------- | --------------------- | --- | ----- | ---- | --- | ---- | ---- | --- | --- | --- | ---- |
| 2004—2005 | Лујзијана универзитет | 36  | 426   | 57.6 | -   | 59.2 | 9.0  | 0.3 | 1.4 | 2.8 | 11.8 |
| 2005—2006 | Лујзијана универзитет | 35  | 557   | 60.7 | -   | 58.3 | 11.6 | 0.3 | 1.9 | 2.1 | 15.9 |
| 2006—2007 | Лујзијана универзитет | 38  | 643   | 57.1 | -   | 61.2 | 12.6 | 0.4 | 1.2 | 2.1 | 16.9 |
| 2007—2008 | Лујзијана универзитет | 35  | 608   | 58.4 | -   | 61.6 | 10.3 | 0.6 | 1.5 | 2.0 | 17.4 |
| Каријера  | LSU                   | 144 | 2234  | 58.4 | -   | 60.1 | 10.9 | 0.4 | 1.5 | 2.2 | 15.5 |

## WNBA каријера
Фаузова је израба за другог пика од стране тима Чикаго скај 2008. године на WNBA драфту. Након тога заиграла је за тим из Чикага и имала учинак од 10,8 поена по утакмици, 7.6 скокова и 2,1 блока по мечу у њеној првој сезони. Ипак, поново је доживела повреду колена па је у првој сезони одиграла само 17 мечева, а на 14. била у стартној постави.
Након опоравка започела је своју каријеру и у WNBA олстар тиму 2009. године. Тада је постизала 11,3 поена по утакмици, забележила 7,8 скокова и 1,5 блокова по мечу. Повреда колена се опет догодила и Фаузлозова је пропустила 10 утакмица. Била је тек трећа играчица која је имала закуцања на свим олстар утакмицама, иза Мишел Сноу (2005) и Лисе Лесли (2006).
Током сезоне 2010. године постигла је рекорд каријере са 35 убачених поена на утакмици против тима Финикс меркури, који је њен тим изгубио резултатом 97:96 Била је такође водећа у лиги по броју блокова, а исте 2010. године забележила је рекорд каријере, са 2,6 блока по утакмици. Због њених великих доприноса, позвана је у WNBA први одбрамбени тим.
Године 2011. изгласана је да игра на WNBA олстар утакмицама, други пут у каријери. Постизала је 20. поена по утакмици, забележила 10,2 скока и била водећа по броју блокова, са 2 блока по мечу. Освојила је WNBA награду за најбољег нападача првог тима.
2012. godine, Fаулзова је обновила уговор за  Чикаго скај. У сезони 2014. године забележила је велики учинак са бројем поена и помогла Чикагу скају да се пласира у плеј-оф. Напустила је тим 2014. године.. Није играла пола сезоне WNBA шампионата 2015. године, а након тога потписала је уговор са тимом Минесота линкс, 27. јула 2015. године. Минесота линкс је те сезоне завршила шамионат на првом месту. Током сезоне Фаулзова је најбољи учинак имала на утакмици против Индијане февер, када је постигла 20 поена, забележила 11 скокова, ањен тим однео победу
.
Након њеног првог освајања WNBA шампионата, обновила је уговор са тимом из Минесоте, у фебруару 2016. године. Током сезоне 2016. године постизала је 13,9 поена по утакмици, забележила 8,5 скокова и 1,7 блок по мечу. Освојила је награду за најбољег одбрамбеног играча године, трећи пут у каријери. Минесота линкс је шампионат завршила са 28 победа и 6 пораза. У сезони 2017. године, најбољи учинак забележила је против њеног старог тима Чикаго скаја, када је њен тим однео победу, а она забележила 26 поена и 10 скокова. 11. јуна 2017. године постигла је рекорд сезоне убацивши 30 поена, са 9 скокова на утакмици против Далас вингса. Фаулзова је изабрана у WNBA олстар тим 2017. године, четврти пут у каријери. 12. августа 2017. године Минесота линкс је забележила велику победу против Индијане февер, резултатом 111:52, највећу победу у историји WNBA. Сезону је завршила са дабл-дабл учинком у поена и скокова, четврти пут у каријери. Минесота линкс је још једном одиграо одличну сезону, са 27 победа и 7 пораза и тако заузето прво месту у шампионату. 14. септембра 2017. године Фаулзова је освојила награду за најкориснијег играча WNBA. У полуфиналу Минесота линкс је победила тим Вашингтон мистик у три утакмице за редом и тако се пласирала у финале WNBA шампионата, шести пут за седам година. У финалу Фаулзова је поставила рекорд свих финала WNBA са 20 скокова, 17 поена и помогла свом тиму да освоје шампионат. Фаулзова је такође добила по други пут МВП награду.

## Каријера ван Сједињених Држава
Фаулзова је играла за тим Спартак из Москве у Русији, током паузе WNBA шампионата у сезонама 2008—2009. и 2009—2010. За турски Галатасај играла је у паузи WNBA сезоне од 2010—2013. године. Између сезоне 2013/2014. године и 2014/2015. године играла је за кинески клуб Шангај октопус, а паузу између сезоне 2014/2015. године провела је у турском тиму Цаник беледијеси. У паузи WNBA сезоне између 2015/2016. године играла је из кинески клуб Пекинг валс, а за исти клуб је заиграла и 2017. године.

## Кошарка за репрезентацију Сједињених Држава
За женску кошаркашку репрезентацију Сједињених Држава први пут је заиграла 2005. године на Универзијади у Измиру, у Турској. На утакмици против селекције Кине, постигла је 23 поена. У полуфиналу против селекције Русије била је најбоља у свом тиму са 25 постинутих поена и обезбедила победу. На Универзијади 2005. године постизала је 15 поена по утакмици, забележила 7,3 скокова по мечу и дала значајан допринос свом тиму у освајању златне медаље.
Године 2008. са женском кошаркашком репрезентацијом Сједињених Држава освојила је златну медаљу на Летњим олимпијским играма у Пекингу.
Позвана је 2009. године поново, да тренира у кампу репрезентације Сједињених Држава.
Играла је такође и током Летњих олимпијских игри 2016. године у Бразилу, када је са својим тимом освојила златну медаљу, победом над селекцијом Шпаније у финалу.

## WNBA статистика каријере
| † | Године када је Фаузова освојила WNBA шампионат |
|   | WNBA рекорд                                    |

### Статистика сезоне
| Сезона   | Екипа             | ОУ  | СУ  | МПУ  | ПШ%  | 3П%  | СБ%  | СПУ  | АПУ | УПУ | БПУ | ППУ  |
| -------- | ----------------- | --- | --- | ---- | ---- | ---- | ---- | ---- | --- | --- | --- | ---- |
| 2008     | Чикаго скај       | 17  | 14  | 25.0 | 52.0 | 000  | 58.5 | 7.5  | 0.3 | 1.1 | 2.1 | 10.5 |
| 2009     | Чикаго скај       | 24  | 20  | 28.8 | 59.9 | 000  | 64.6 | 7.8  | 0.8 | 0.9 | 1.5 | 11.3 |
| 2010     | Чикаго скај       | 34  | 34  | 32.0 | 58.2 | 98   | 76.0 | 9.9  | 1.5 | 1.2 | 2.6 | 17.8 |
| 2011     | Чикаго скај       | 34  | 34  | 34.6 | 59.1 | 000  | 76.6 | 10.2 | 0.6 | 1.2 | 2.0 | 20.0 |
| 2012     | Чикаго скај       | 25  | 25  | 31.1 | 63.8 | 000  | 69.2 | 10.4 | 0.8 | 1.3 | 1.2 | 16.2 |
| 2013     | Чикаго скај       | 32  | 32  | 31.3 | 58.6 | 000  | 68.5 | 11.5 | 0.4 | 0.9 | 2.4 | 16.3 |
| 2014     | Чикаго скај       | 20  | 18  | 29.8 | 54.6 | 000  | 78.3 | 10.2 | 0.6 | 1.4 | 2.0 | 13.4 |
| 2015†    | Минесота линкс    | 18  | 18  | 28.9 | 50.7 | 000  | 73.4 | 8.3  | 0.8 | 1.0 | 1.5 | 15.3 |
| 2016     | Минесота линкс    | 34  | 34  | 28.5 | 59.5 | 000  | 71.7 | 8.5  | 1.2 | 1.3 | 1.7 | 13.9 |
| 2017†    | Минесота линкс    | 34  | 34  | 30.8 | 65.5 | 000  | 76.8 | 10.4 | 1.5 | 1.2 | 1.9 | 18.9 |
| Каријера | 10 година, 2 тима | 272 | 263 | 30.5 | 59.0 | 95.0 | 72.7 | 9.7  | 0.9 | 1.2 | 1.9 | 15.9 |

### Плеј-оф
| Сезона   | Екипа            | ОУ | СУ | МПУ  | ПШ%  | 3П% | СБ%  | СПУ  | АПУ | УПУ | БПУ | ППУ  |
| -------- | ---------------- | -- | -- | ---- | ---- | --- | ---- | ---- | --- | --- | --- | ---- |
| 2013     | Чикаго скај      | 2  | 2  | 35.5 | 46.2 | 000 | 54.5 | 12.0 | 0.5 | 2.0 | 2.0 | 15.0 |
| 2014     | Чикаго скај      | 9  | 9  | 36.2 | 53.8 | 000 | 77.3 | 9.7  | 0.2 | 1.7 | 2.1 | 16.2 |
| 2015†    | Минесота линкс   | 10 | 10 | 30.9 | 62.2 | 000 | 75.0 | 9.7  | 1.2 | 0.9 | 1.6 | 12.6 |
| 2016     | Минесота линкс   | 8  | 8  | 31.4 | 61.1 | 000 | 75.0 | 9.8  | 1.3 | 0.8 | 1.7 | 12.9 |
| 2017†    | Минесота линкс   | 8  | 8  | 35.4 | 63.1 | 000 | 55.9 | 13.1 | 1.5 | 1.6 | 2.0 | 18.6 |
| Каријера | 5 година, 2 тима | 37 | 37 | 33.5 | 58.9 | 000 | 69.5 | 10.6 | 1.0 | 1.3 | 1.7 | 15.0 |

## Спољашне везе
- Профил на сајту WNBA
- Профил на сајту колеџа